# Bruck an der Mur
Bruck an der Mur je grad s 15.837 stanovnika (1. siječnja 2019.) u saveznoj pokrajini Štajerskoj, Austrija. Bruck je ujedno i sjedište okruga Bruck-Mürzzuschlag, četvrti po veličini grad u Štajerskoj i važno prometno čvorište.
Grad se nalazi u Murtalu između Leobena i Kapfenberga na ušću Mürza u Muru. Istočno od središta grada, Mura mijenja smjer toka od do tada istočnog prema jugu. Gradsko područje također se proteže u Lamingtal. Na sjeveru je srasla zajedno sa susjednim gradom Kapfenbergom. Poznat prvenstveno po  Kornmesserhausu (dobro očuvanoj gotičkoj gradskoj kući), Željeznoj fontani i drugom najvećem gradskom trgu u Austriji. Trgovina i usluge dominiraju, grad je drugi najveći željeznički čvor u Štajerskoj. U srednjem vijeku Bruck an der Mur bio je najvažniji trgovački grad Gornje Štajerske. Pješačka zona Brucka je dizajnirana s mediteranskim duhom. Bruck pripada s Grazom i Friesachom među najstarije gradove u Austriji.

## Geologija
Planine oko Brucka nastale su u vrlo ranim danima. „Paleozoična mora“ preplavila su pretpovijesnu zemlju. U Karbonu dolazi do stvaranja planina kroz intenzivno nabiranje Alpa. Potom su se formirala mora u razdobljima trijasa, jure i krede nad Gornjom Štajerskom. U gornjokredi su se pojavljivali nabori i potisci. Na izlazu iz Starog tercijara došlo je do pomicanja i preklapanja podzemlja i raspadanja planinskog lanca u manje blokove. Ti su se manji blokovi odvojili na sjever, uključujući Muru i Mürz. Odljev dviju rijeka u sadašnjem smjeru dogodio se kada su se u miocenu uzdigle vapnenačke Alpe.

## Povijest

### Prapovijest
Još od kamenog doba, Mur-Mürztal je, kako je relevantno, dokazano, naseljen ljudima. U zmajevoj špilji u blizini Mixnitza istražen je logor lovaca špiljskog medvjeda (ognjišta) te strugača i vrhova iz sirovog kvarcnog škriljca iz starijeg kamenog doba. U samom Brucku pronađena je kamena sjekira iz mlađeg kamenog doba na Pischkbergu. Nakon 2000. g. pr. Kr. je preko trgoavaca s juga u unutarnjim alpskim dolinama uvedena obrada bronce, što je dovelo do brzog uzleta u obradi metala. Najveći dio prijevoza robe obavljalo su rijekama Murom i Mürzom. Iz tog vremena možemo vidjeti zahvaljujući primjerice, 1880. godine grofu Gundakaru Wurmbrandu, tadašnjem guverneru, koji je spasio navodno skladište trgovca iz kasnog brončanog doba, ulomke srpova, lancete, žlijeb, nož i dvije glinene posude. Oko 1000. godine pr. Kr., prva norska plemena naselila su u Murtal i Mürztal. Nakon 300. g. pr. Kr. Kelti (Tauriski), koji su došli sa zapada, privremeno su dominirali zemljom, ali su ubrzo postali dio izvornih Ilira. Krajem 2. stoljeća pr. Kr. ta plemena, posebno poznata u obradi željeza, spojila su se u prvi poznati državni entitet na austrijskom tlu, Kraljevinu Norikum (regnum Noricum), koja je ubrzo uspostavila vrlo bliske ekonomske i političke odnose s nastalim Rimskim Carstvom.

## Poznate osobe
- Eva Rueber-Staier (* 1951.), Miss World 1969.
- Stephan Görgl (* 1978.), skijaš
- Elisabeth Görgl (* 1981.), skijašica

## Galerija
- glavni trg
- Most na Muri
- Pogled na grad s Burkhardtwega prema sjeveru
- Pogled na grad
- Toranj sa satom
- Željezna fontana

## Gradovi prijatelji
Bruck an der Mu je zbratimljen sa sljedećim gradovima:
- Hagen-Hohenlimburg (Njemačka), od 1974.
- Liévin (Francuska), od 1999.
- Veroli (Italija), od  2005.

## Vanjske poveznice
- www.bruckmur.at
- www.tourismus-bruckmur.at
- Privreda Bruck an der Mur